# Bernd Donau

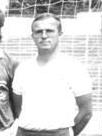
Bernd Donau im Jahr 1988

Bernd Donau (* 1. Mai 1946) war Fußballspieler in der DDR-Oberliga, der höchsten Spielklasse des DDR-Fußballverbandes. Er spielte dort für den Halleschen FC Chemie, dessen Nachfolgeverein Hallescher FC er als Trainer 1991 in die 2. Bundesliga führte.

## Sportliche Laufbahn
Donaus Fußball-Laufbahn begann 1955 bei der Betriebssportgemeinschaft (BSG) Chemie Buna Schkopau. Als Juniorenspieler wurde er 1963 in den Kader der DDR-Junioren-Nationalmannschaft berufen und bestritt am 13. Oktober 1963 in der Begegnung DDR – Rumänien (4:1) als Rechtsverteidiger sein erstes Junioren-Länderspiel. Bis zum Mai 1965 kam er mit der Junioren-Auswahl auf insgesamt fünf Länderspiele. Anschließend wurde er in die Nachwuchs-Nationalmannschaft übernommen, für die er bereits am 31. Oktober 1965 zum ersten Mal ein Länderspiel bestritt. Beim 2:3 in Polen wurde er nun als Stürmer eingesetzt und war sofort mit einem Treffer erfolgreich. Bis 1968 wurde er in insgesamt sechs Nachwuchs-Länderspielen eingesetzt und erzielte zwei Tore.
Vor seiner Berufung in die Nachwuchs-Nationalmannschaft war Donau im Sommer 1965 zum Fußballzentrum seines Heimatbezirkes, dem SC Chemie Halle, delegiert worden. Wenige Monate später wurde die Fußballsektion des SC Chemie zum Halleschen FC Chemie (HFC) umgewandelt. Schon am 2. Spieltag der Saison 1965/66 bestritt Donau sein erstes Spiel für die Hallenser in der DDR-Oberliga. In der Begegnung Motor Jena – SC Chemie (2:1) startete er als Rechtsaußenstürmer. Er erkämpfte sich sofort einen Stammplatz in der Oberligamannschaft und war bis zum Saisonende in allen Punktspielen dabei, wobei er auf allen fünf Sturmpositionen eingesetzt wurde. In der Oberligasaison 1966/67 schoss er mit sechs Toren die meisten Treffer seiner Karriere und kristallisierte sich in seinen 21 Punktspielen als halblinker Angreifer heraus. Im Sommer 1967 erlitt Donau eine schwere Verletzung, so dass er erst im Frühjahr 1968 wieder in der Oberliga spielen konnte. Von diesem Zeitpunkt an spielte er verstärkt als Mittelfeldspieler. Im Frühjahr 1969 verletzte er sich erneut schwer und kam erst wieder Anfang 1970 für vier Spiele der Saison 1969/70 in der Oberliga zum Einsatz.
Im November 1970 wurde Donau, ohne dass er nach der Sommerpause ein Oberligaspiel bestritten hatte, zu einem dreijährigen Militärdienst eingezogen. In dieser Zeit spielte er bei der Armeesportgemeinschaft Vorwärts Leipzig Fußball. Mit ihr wurde er 1971 Bezirksmeister und spielte anschließend in der zweitklassigen DDR-Liga. Als Donau im Oktober 1973 aus der Armee entlassen wurde, spielte auch der HFC als Oberligaabsteiger in der DDR-Liga. Von den 30 Punkt- und Aufstiegsspielen bestritt Donau noch 15 Partien und verhalf damit den Hallensern zum sofortigen Wiederaufstieg. 29-jährig bestritt er anschließend seine letzte Oberligasaison. 1974/75 absolvierte er noch elf Punktspiele, das letzte seiner Laufbahn war die Begegnung des 16. Spieltages HFC – Vorwärts Stralsund (1:1). Damit war er innerhalb von sechs Oberliga-Spielzeiten auf 86 Oberligaspiele gekommen, in denen er zehn Tore erzielt hatte.

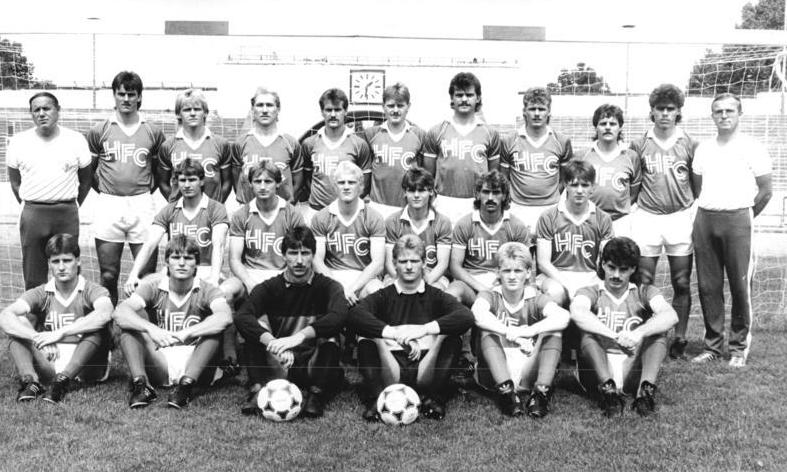
Bernd Donau (hintere Reihe erster von rechts) mit Halleschen FC Chemie im Jahr 1988

Nach dem Ende seiner Laufbahn als Fußballspieler startete Donau eine neue Karriere als Fußballtrainer. Zunächst war er beim HFC im Nachwuchsbereich tätig, 1987 wurde er Assistenztrainer der 1. Mannschaft. Im Sommer 1990 löste er den entlassenen Cheftrainer Karl Trautmann ab und führte den Halleschen FC in der Saison 1990/91 mit Platz vier in die 2. Bundesliga. Unter Donaus Leitung konnte der HFC 1991/92 die Klasse nicht halten, und Donau wurde wieder entlassen. Danach war er nicht mehr im Spitzenfußball vertreten. Zuletzt war er bis 2008 Trainer des Landesligisten SV Merseburg 99, dem Nachfolgeverein von Chemie Buna Schkopau. Der Verein ernannte ihn 2008 zum Ehrenmitglied.